# Tengujo
Tengujo (典具帖紙, tenguchōshi) o papel tengucho es un papel especial japonés extremadamente delgado de kōzo (tallos de árboles de) Broussonetia papyrifera), casi transparente. Uno de sus usos es para conservación de archivos. También se ha usado para diseño de iluminación.
El papel se produce, desde 1949, en la prefectura Kochi, Japón, por la compañía Hidaka Washi. Además de kōzo, el producto está hecho con agua alcalina y neri (un líquido de la planta tororo aoi (Abelmoschus manihot).